# Pfahl (Heraldik)
In der Heraldik ist der Pfahl, auch Pfosten oder Wappenpfahl, ein Heroldsbild, das durch die zweimalige Spaltung des Schildes oder Feldes entsteht. Ein Pfahl steht gewöhnlich in der Mitte des Wappenschildes. Die Farbe rechts und links des Pfahles muss gleich sein. Der allein stehende mittige Pfahl steht auf der Pfahlstelle. Er belegt die gedachten Schildteilungsfelder 2, 5 und Feld 8. Der Pfahl kann auch mehrfach im Wappen dargestellt werden, aber dann wird eine schmalere Form gewählt. Sind auf einem Schild mehr als 4 Pfähle spricht man von einem Stab oder schmalem Pfahl (französisch vergette). Bei sehr schmaler Darstellung ist es ein Faden. Er heißt dann Pfahlfaden, Strich, Stab oder Rute. In älterer heraldischer Literatur wird auch der Begriff Sparre (nicht identisch mit Sparren) benutzt.
- Wird der Pfahl ganz an den Wappenrand gestellt, so wandelt er sich zur Flanke. Diese liegt rechts, links oder als Doppelflanke beidseitig und muss auch so blasoniert werden. Besteht ein Abstand zum Schildrand, ist es ein Flankenpfahl.
- Mit dem gleichfarbigen Schildhaupt beziehungsweise Schildfuß ohne Trennstrich kann sich der Pfahl zu Schildhauptpfahl oder Schildfußpfahl wandeln.
- Von einem verschobenen oder abgesetzten Pfahl ist in Wappenbeschreibungen zu lesen, wenn der obere und unter Teil des Pfahles durch einen geraden oder schrägen Schnitt getrennt und um seine Breite nach rechts oder links versetzt (verschoben) wird.
- Ein mittig unterbrochener Pfahl wird als Bruchpfahl gemeldet: „In Schwarz ein silberner Bruchpfahl“ hat das Aussehen des schwarzen Großbuchstaben „H“.
- Sind zwei Pfähle unterschiedlicher Tinktur mit den inneren Begrenzungslinien aneinandergelegt und erreichen die normale Pfahlbreite, wird von einem angeschobenen Pfahl gesprochen.
- Eine Sonderform des Pfahles ist die Palisade. Hiermit wird ein hauptgespitzter Pfahl beschrieben.
- Ist die Begrenzungslinie wellenförmig oder gezinnt, spricht man von Wellenpfahl oder Gegenzinnenpfahl / Wechselzinnenpfahl (Zinnen auf Lücke); die Begrenzung kann auch anderweitig geformt sein (siehe Wappenschnitt).

Der Astpfahl hat als Begrenzungslinien die stark stilisierte Form eines Astes. Die Ausführung kann, genau wie beim Wappenschild, alle Farben, Formen und Figuren aufnehmen. Er kann nach allen Wappenschnitten vom ganzen Schild abgeteilt sein. Heroldsbilder und gemeine Figuren sind im Pfahl möglich.

## Mehrere Pfähle und Teilung
Mehrere Pfähle werden entweder als solche oder gespalten (englisch paly, französisch palé) beschrieben, je nachdem, ob eine gerade oder ungerade Anzahl von Feldern entsteht. Zu beachten ist, dass im Deutschen anders gezählt wird als in der englisch-französischen Heraldik: Je zwei Felder jeder Farbe heißen deutsch dreifach gespalten (drei Teilungslinien), englisch aber paly of four, während zwei der einen und drei der anderen Farbe deutsch zwei Pfähle, englisch two pales auf der anderen Grundfarbe blasoniert werden (daher gibt es kein „paly of 5“, und kein „6-fach gespalten“). Gespalten blasoniert man auch dann, wenn ober- und unterhalb verschiedene Farben liegen, also etwa: Silber, ein roter Pfahl (weiß-rot-weiß), aber von Silber, Rot und Blau gespalten (weiß-rot-blau, „dreifach“ ist dann unnötig, englisch tierced per pale ‚vom Pfähle gedrittelt‘). Bleibt die Anzahl der Teilungen unbestimmt (weil es viele sind, oder die Anzahl irrelevant ist), spricht man pfahlweise rot-gold (rot beginnt; englisch paly – ohne Zusatz).
Wird ein Pfahl nach der Teilungslinie geschnitten und um seine Breite verschoben, wird er als linker oder rechter Kantenpfahl blasoniert. Erfolgt die Verschiebung nur um die halbe Pfahlstärke ist es ein Halbkantenpfahl. Liegen beide Pfahlteile mit ihrer Breite aneinander (beide Pfahlteile sind um ihre Breite länger), ist es ein rechter oder linker abgewinkelter Pfahl.
Anordnungen von gemeinen Figuren in der Pfahlrichtung, also übereinander, werden als pfahlweise blasoniert. Im Gegensatz dazu ist beim Balken nur eine balkenweise Anordnung möglich.

In Silber ein roter Pfahl
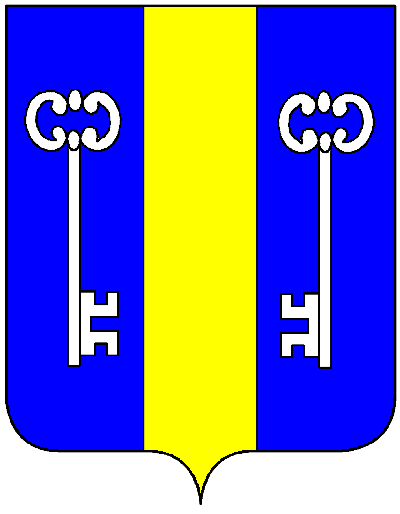
In Blau ein goldener Pfahl
In Rot ein goldener Pfahl mit schwarzen Sparren
blauer Schildhauptpfahl
rechts (heraldisch) verschobener Pfahl blasoniert als rechter Kantenpfahl
links (heraldisch) verschobener Pfahl blasoniert als linker Kantenpfahl
schwarzer Bruchpfahl
In Rot ein silberner Wellenpfahl
In Gold ein roter Gegenzinnenpfahl
In Gold zwei blaue Pfähle, die sog. Landsberger Pfähle
Pfähle im Wappen von Pfofeld